# Wilfried Martens
Wilfried Achiel Emma Martens (født 19. april 1936 i Sleidinge, Belgien, død 9. oktober 2013 i Lokeren, Belgien) var en belgisk politiker og landets premierminister i to perioder.
Wilfried Martens sad som statsminister for Belgien fra 3. april 1979 til 6. april 1981 og igen fra 17. december 1981 til 7. marts 1992. Martens var leder af det belgiske politiske parti Christen Democratisch en Vlaams mellem 1972 og 1979. Han sad i 17 år som næst leder for det belgiske føderale parlamentet fra 1974 til 1991. Han var senator fra 1991 til 1994.
Wilfried Martens døde den 9. oktober 2013 i Lokeren af kræft i bugspytkirtlen.

## Notater
1. 1 2  Belgias eksstatsminister er død - Belgia - VG
2. ↑  Belgian statesman Wilfried Martens dies aged 77